# Liste des communes des Deux-Sèvres
Pour les autres listes de communes françaises, voir Listes des communes de France.
| - Les Deux-Sèvres en France métropolitaine. - Carte des communes des Deux-Sèvres. |

Cette page liste les 252 communes du département français des Deux-Sèvres au 1er janvier 2025.

## Historique
Au 1er janvier 2019, à la suite de la création de vingt-cinq communes nouvelles entre 2013 et 2019, leur nombre est passé de 305 à 256. La liste des anciennes communes du département est aussi consultable.
Au 1er janvier 2025, les communes de Caunay, Montalembert, Pers, Pliboux et Sauzé-Vaussais se sont regroupées pour former la commune nouvelle de Sauzé-entre-Bois. Le nombre de communes du département passe alors de 256 à 252.

## Liste des communes
Le tableau suivant donne la liste des communes au 1er janvier 2025, en précisant leur code Insee, leur code postal principal, leur arrondissement, leur canton, leur intercommunalité, leur superficie, leur population et leur densité, d'après les chiffres de l'Insee issus du recensement 2022,.
| Nom                                  | Code Insee | Code postal       | Arrondissement | Canton                  | Intercommunalité            | Superficie (km2) | Population (dernière pop. légale) | Densité (hab./km2) | Modifier                                    |
| ------------------------------------ | ---------- | ----------------- | -------------- | ----------------------- | --------------------------- | ---------------- | --------------------------------- | ------------------ | ------------------------------------------- |
| Niort (préfecture)                   | 79191      | 79000             | Niort          | Niort-1 Niort-2 Niort-3 | CA du Niortais              | 68,20            | 60 074 (2022)                     | 881                | modifier les données · modifier les données |
| L'Absie                              | 79001      | 79240             | Bressuire      | Cerizay                 | CA du Bocage Bressuirais    | 13,02            | 1 078 (2022)                      | 83                 | modifier les données · modifier les données |
| Adilly                               | 79002      | 79200             | Parthenay      | Parthenay               | CC de Parthenay-Gâtine      | 12,92            | 312 (2022)                        | 24                 | modifier les données · modifier les données |
| Aiffres                              | 79003      | 79230             | Niort          | La Plaine Niortaise     | CA du Niortais              | 25,72            | 5 423 (2022)                      | 211                | modifier les données · modifier les données |
| Aigondigné                           | 79185      | 79370             | Niort          | Celles-sur-Belle        | CC Mellois en Poitou        | 69,87            | 4 685 (2022)                      | 67                 | modifier les données · modifier les données |
| Airvault                             | 79005      | 79600             | Parthenay      | Le Val de Thouet        | CC Airvaudais-Val du Thouet | 63,88            | 3 295 (2022)                      | 52                 | modifier les données · modifier les données |
| Alloinay                             | 79136      | 79110 79190       | Niort          | Melle                   | CC Mellois en Poitou        | 32,38            | 905 (2022)                        | 28                 | modifier les données · modifier les données |
| Allonne                              | 79007      | 79130             | Parthenay      | La Gâtine               | CC de Parthenay-Gâtine      | 22,98            | 616 (2022)                        | 27                 | modifier les données · modifier les données |
| Amailloux                            | 79008      | 79350             | Parthenay      | Parthenay               | CC de Parthenay-Gâtine      | 37,24            | 824 (2022)                        | 22                 | modifier les données · modifier les données |
| Amuré                                | 79009      | 79210             | Niort          | Frontenay-Rohan-Rohan   | CA du Niortais              | 14,86            | 429 (2022)                        | 29                 | modifier les données · modifier les données |
| Arçais                               | 79010      | 79210             | Niort          | Frontenay-Rohan-Rohan   | CA du Niortais              | 15,12            | 604 (2022)                        | 40                 | modifier les données · modifier les données |
| Ardin                                | 79012      | 79160             | Parthenay      | Autize-Égray            | CC Val-de-Gâtine            | 29,59            | 1 249 (2022)                      | 42                 | modifier les données · modifier les données |
| Argentonnay                          | 79013      | 79150 79300       | Bressuire      | Mauléon                 | CA du Bocage Bressuirais    | 117,04           | 3 229 (2022)                      | 28                 | modifier les données · modifier les données |
| Asnières-en-Poitou                   | 79015      | 79170             | Niort          | Mignon-et-Boutonne      | CC Mellois en Poitou        | 19,06            | 191 (2022)                        | 10                 | modifier les données · modifier les données |
| Assais-les-Jumeaux                   | 79016      | 79600             | Parthenay      | Le Val de Thouet        | CC Airvaudais-Val du Thouet | 52,26            | 766 (2022)                        | 15                 | modifier les données · modifier les données |
| Aubigné                              | 79018      | 79110             | Niort          | Melle                   | CC Mellois en Poitou        | 29,15            | 165 (2022)                        | 5,7                | modifier les données · modifier les données |
| Aubigny                              | 79019      | 79390             | Parthenay      | La Gâtine               | CC de Parthenay-Gâtine      | 11,98            | 169 (2022)                        | 14                 | modifier les données · modifier les données |
| Augé                                 | 79020      | 79400             | Niort          | Saint-Maixent-l'École   | CC Haut Val de Sèvre        | 23,33            | 887 (2022)                        | 38                 | modifier les données · modifier les données |
| Availles-Thouarsais                  | 79022      | 79600             | Parthenay      | Le Val de Thouet        | CC Airvaudais-Val du Thouet | 10,85            | 184 (2022)                        | 17                 | modifier les données · modifier les données |
| Avon                                 | 79023      | 79800             | Niort          | Celles-sur-Belle        | CC Haut Val de Sèvre        | 12,54            | 63 (2022)                         | 5,0                | modifier les données · modifier les données |
| Azay-le-Brûlé                        | 79024      | 79400             | Niort          | Saint-Maixent-l'École   | CC Haut Val de Sèvre        | 22,10            | 1 952 (2022)                      | 88                 | modifier les données · modifier les données |
| Azay-sur-Thouet                      | 79025      | 79130             | Parthenay      | La Gâtine               | CC de Parthenay-Gâtine      | 20,20            | 1 111 (2022)                      | 55                 | modifier les données · modifier les données |
| Beaulieu-sous-Parthenay              | 79029      | 79420             | Parthenay      | La Gâtine               | CC Val-de-Gâtine            | 26,72            | 676 (2022)                        | 25                 | modifier les données · modifier les données |
| Beaussais-Vitré                      | 79030      | 79370             | Niort          | Celles-sur-Belle        | CC Mellois en Poitou        | 25,62            | 938 (2022)                        | 37                 | modifier les données · modifier les données |
| Beauvoir-sur-Niort                   | 79031      | 79360             | Niort          | Mignon-et-Boutonne      | CA du Niortais              | 23,48            | 1 772 (2022)                      | 75                 | modifier les données · modifier les données |
| Béceleuf                             | 79032      | 79160             | Parthenay      | Autize-Égray            | CC Val-de-Gâtine            | 19,04            | 760 (2022)                        | 40                 | modifier les données · modifier les données |
| Bessines                             | 79034      | 79000             | Niort          | Frontenay-Rohan-Rohan   | CA du Niortais              | 11,41            | 1 882 (2022)                      | 165                | modifier les données · modifier les données |
| Beugnon-Thireuil                     | 79077      | 79130 79160       | Parthenay      | Autize-Égray            | CC Val-de-Gâtine            | 33,42            | 736 (2022)                        | 22                 | modifier les données · modifier les données |
| Boismé                               | 79038      | 79300             | Bressuire      | Bressuire               | CA du Bocage Bressuirais    | 37,80            | 1 175 (2022)                      | 31                 | modifier les données · modifier les données |
| La Boissière-en-Gâtine               | 79040      | 79310             | Parthenay      | La Gâtine               | CC Val-de-Gâtine            | 10,98            | 226 (2022)                        | 21                 | modifier les données · modifier les données |
| Bougon                               | 79042      | 79800             | Niort          | Celles-sur-Belle        | CC Haut Val de Sèvre        | 11,70            | 170 (2022)                        | 15                 | modifier les données · modifier les données |
| Le Bourdet                           | 79046      | 79210             | Niort          | Mignon-et-Boutonne      | CA du Niortais              | 8,30             | 570 (2022)                        | 69                 | modifier les données · modifier les données |
| Boussais                             | 79047      | 79600             | Parthenay      | Le Val de Thouet        | CC Airvaudais-Val du Thouet | 19,72            | 448 (2022)                        | 23                 | modifier les données · modifier les données |
| Bressuire                            | 79049      | 79300             | Bressuire      | Bressuire               | CA du Bocage Bressuirais    | 180,59           | 19 860 (2022)                     | 110                | modifier les données · modifier les données |
| Bretignolles                         | 79050      | 79140             | Bressuire      | Cerizay                 | CA du Bocage Bressuirais    | 13,16            | 596 (2022)                        | 45                 | modifier les données · modifier les données |
| Brieuil-sur-Chizé                    | 79055      | 79170             | Niort          | Mignon-et-Boutonne      | CC Mellois en Poitou        | 8,06             | 99 (2022)                         | 12                 | modifier les données · modifier les données |
| Brion-près-Thouet                    | 79056      | 79290             | Bressuire      | Le Val de Thouet        | CC du Thouarsais            | 8,06             | 753 (2022)                        | 93                 | modifier les données · modifier les données |
| Brioux-sur-Boutonne                  | 79057      | 79170             | Niort          | Mignon-et-Boutonne      | CC Mellois en Poitou        | 15,49            | 1 434 (2022)                      | 93                 | modifier les données · modifier les données |
| Brûlain                              | 79058      | 79230             | Niort          | La Plaine Niortaise     | CA du Niortais              | 24,67            | 748 (2022)                        | 30                 | modifier les données · modifier les données |
| Le Busseau                           | 79059      | 79240             | Parthenay      | Autize-Égray            | CC Val-de-Gâtine            | 27,65            | 734 (2022)                        | 27                 | modifier les données · modifier les données |
| Celles-sur-Belle                     | 79061      | 79370             | Niort          | Celles-sur-Belle        | CC Mellois en Poitou        | 41,37            | 3 834 (2022)                      | 93                 | modifier les données · modifier les données |
| Cerizay                              | 79062      | 79140             | Bressuire      | Cerizay                 | CA du Bocage Bressuirais    | 18,55            | 4 795 (2022)                      | 258                | modifier les données · modifier les données |
| Champdeniers                         | 79066      | 79220             | Parthenay      | Autize-Égray            | CC Val-de-Gâtine            | 21,81            | 1 791 (2022)                      | 82                 | modifier les données · modifier les données |
| Chanteloup                           | 79069      | 79320             | Bressuire      | Cerizay                 | CA du Bocage Bressuirais    | 20,71            | 982 (2022)                        | 47                 | modifier les données · modifier les données |
| La Chapelle-Bâton                    | 79070      | 79220             | Parthenay      | Autize-Égray            | CC Val-de-Gâtine            | 16,93            | 415 (2022)                        | 25                 | modifier les données · modifier les données |
| La Chapelle-Bertrand                 | 79071      | 79200             | Parthenay      | Parthenay               | CC de Parthenay-Gâtine      | 19,39            | 456 (2022)                        | 24                 | modifier les données · modifier les données |
| La Chapelle-Pouilloux                | 79074      | 79190             | Niort          | Melle                   | CC Mellois en Poitou        | 7,85             | 171 (2022)                        | 22                 | modifier les données · modifier les données |
| La Chapelle-Saint-Laurent            | 79076      | 79430             | Bressuire      | Cerizay                 | CA du Bocage Bressuirais    | 28,85            | 2 080 (2022)                      | 72                 | modifier les données · modifier les données |
| Les Châteliers                       | 79105      | 79340             | Parthenay      | La Gâtine               | CC de Parthenay-Gâtine      | 26,42            | 452 (2022)                        | 17                 | modifier les données · modifier les données |
| Châtillon-sur-Thouet                 | 79080      | 79200             | Parthenay      | Parthenay               | CC de Parthenay-Gâtine      | 16,45            | 2 675 (2022)                      | 163                | modifier les données · modifier les données |
| Chauray                              | 79081      | 79180             | Niort          | La Plaine Niortaise     | CA du Niortais              | 14,50            | 7 173 (2022)                      | 495                | modifier les données · modifier les données |
| Chef-Boutonne                        | 79083      | 79110             | Niort          | Melle                   | CC Mellois en Poitou        | 40,38            | 2 387 (2022)                      | 59                 | modifier les données · modifier les données |
| Chenay                               | 79084      | 79120             | Niort          | Celles-sur-Belle        | CC Mellois en Poitou        | 21,70            | 456 (2022)                        | 21                 | modifier les données · modifier les données |
| Chérigné                             | 79085      | 79170             | Niort          | Mignon-et-Boutonne      | CC Mellois en Poitou        | 7,88             | 133 (2022)                        | 17                 | modifier les données · modifier les données |
| Cherveux                             | 79086      | 79410             | Niort          | Autize-Égray            | CC Haut Val de Sèvre        | 22,25            | 1 867 (2022)                      | 84                 | modifier les données · modifier les données |
| Chey                                 | 79087      | 79120             | Niort          | Celles-sur-Belle        | CC Mellois en Poitou        | 21,59            | 547 (2022)                        | 25                 | modifier les données · modifier les données |
| Chiché                               | 79088      | 79350             | Bressuire      | Bressuire               | CA du Bocage Bressuirais    | 46,99            | 1 689 (2022)                      | 36                 | modifier les données · modifier les données |
| Le Chillou                           | 79089      | 79600             | Parthenay      | Le Val de Thouet        | CC Airvaudais-Val du Thouet | 5,12             | 164 (2022)                        | 32                 | modifier les données · modifier les données |
| Chizé                                | 79090      | 79170             | Niort          | Mignon-et-Boutonne      | CC Mellois en Poitou        | 23,50            | 843 (2022)                        | 36                 | modifier les données · modifier les données |
| Cirières                             | 79091      | 79140             | Bressuire      | Cerizay                 | CA du Bocage Bressuirais    | 16,83            | 949 (2022)                        | 56                 | modifier les données · modifier les données |
| Clavé                                | 79092      | 79420             | Parthenay      | La Gâtine               | CC Val-de-Gâtine            | 19,53            | 352 (2022)                        | 18                 | modifier les données · modifier les données |
| Clessé                               | 79094      | 79350             | Bressuire      | Cerizay                 | CA du Bocage Bressuirais    | 29,08            | 925 (2022)                        | 32                 | modifier les données · modifier les données |
| Clussais-la-Pommeraie                | 79095      | 79190             | Niort          | Melle                   | CC Mellois en Poitou        | 31,03            | 571 (2022)                        | 18                 | modifier les données · modifier les données |
| Combrand                             | 79096      | 79140             | Bressuire      | Cerizay                 | CA du Bocage Bressuirais    | 24,62            | 1 194 (2022)                      | 48                 | modifier les données · modifier les données |
| Coulon                               | 79100      | 79510             | Niort          | Frontenay-Rohan-Rohan   | CA du Niortais              | 29,79            | 2 275 (2022)                      | 76                 | modifier les données · modifier les données |
| Coulonges-sur-l'Autize               | 79101      | 79160             | Parthenay      | Autize-Égray            | CC Val-de-Gâtine            | 18,87            | 2 341 (2022)                      | 124                | modifier les données · modifier les données |
| Coulonges-Thouarsais                 | 79102      | 79330             | Bressuire      | Le Val de Thouet        | CC du Thouarsais            | 17,26            | 445 (2022)                        | 26                 | modifier les données · modifier les données |
| Courlay                              | 79103      | 79440             | Bressuire      | Cerizay                 | CA du Bocage Bressuirais    | 29,46            | 2 403 (2022)                      | 82                 | modifier les données · modifier les données |
| Cours                                | 79104      | 79220             | Parthenay      | Autize-Égray            | CC Val-de-Gâtine            | 14,92            | 544 (2022)                        | 36                 | modifier les données · modifier les données |
| Couture-d'Argenson                   | 79106      | 79110             | Niort          | Melle                   | CC Mellois en Poitou        | 24,16            | 408 (2022)                        | 17                 | modifier les données · modifier les données |
| La Crèche                            | 79048      | 79260             | Niort          | Saint-Maixent-l'École   | CC Haut Val de Sèvre        | 34,50            | 5 681 (2022)                      | 165                | modifier les données · modifier les données |
| Doux                                 | 79108      | 79390             | Parthenay      | La Gâtine               | CC de Parthenay-Gâtine      | 9,85             | 213 (2022)                        | 22                 | modifier les données · modifier les données |
| Échiré                               | 79109      | 79410             | Niort          | La Plaine Niortaise     | CA du Niortais              | 30,96            | 3 536 (2022)                      | 114                | modifier les données · modifier les données |
| Ensigné                              | 79111      | 79170             | Niort          | Mignon-et-Boutonne      | CC Mellois en Poitou        | 20,30            | 288 (2022)                        | 14                 | modifier les données · modifier les données |
| Épannes                              | 79112      | 79270             | Niort          | Frontenay-Rohan-Rohan   | CA du Niortais              | 8,01             | 851 (2022)                        | 106                | modifier les données · modifier les données |
| Exireuil                             | 79114      | 79400             | Niort          | Saint-Maixent-l'École   | CC Haut Val de Sèvre        | 21,06            | 1 562 (2022)                      | 74                 | modifier les données · modifier les données |
| Exoudun                              | 79115      | 79800             | Niort          | Celles-sur-Belle        | CC Mellois en Poitou        | 25,95            | 540 (2022)                        | 21                 | modifier les données · modifier les données |
| Faye-l'Abbesse                       | 79116      | 79350             | Bressuire      | Bressuire               | CA du Bocage Bressuirais    | 23,27            | 1 126 (2022)                      | 48                 | modifier les données · modifier les données |
| Faye-sur-Ardin                       | 79117      | 79160             | Parthenay      | Autize-Égray            | CC Val-de-Gâtine            | 15,03            | 658 (2022)                        | 44                 | modifier les données · modifier les données |
| Fénery                               | 79118      | 79450             | Parthenay      | Parthenay               | CC de Parthenay-Gâtine      | 12,63            | 291 (2022)                        | 23                 | modifier les données · modifier les données |
| Fenioux                              | 79119      | 79160             | Parthenay      | Autize-Égray            | CC Val-de-Gâtine            | 33,65            | 643 (2022)                        | 19                 | modifier les données · modifier les données |
| La Ferrière-en-Parthenay             | 79120      | 79390             | Parthenay      | La Gâtine               | CC de Parthenay-Gâtine      | 29,12            | 762 (2022)                        | 26                 | modifier les données · modifier les données |
| Fomperron                            | 79121      | 79340             | Parthenay      | La Gâtine               | CC de Parthenay-Gâtine      | 17,40            | 388 (2022)                        | 22                 | modifier les données · modifier les données |
| Fontenille-Saint-Martin-d'Entraigues | 79122      | 79110             | Niort          | Melle                   | CC Mellois en Poitou        | 15,11            | 534 (2022)                        | 35                 | modifier les données · modifier les données |
| Fontivillié                          | 79064      | 79110 79500       | Niort          | Melle                   | CC Mellois en Poitou        | 24,69            | 764 (2022)                        | 31                 | modifier les données · modifier les données |
| La Forêt-sur-Sèvre                   | 79123      | 79380             | Bressuire      | Cerizay                 | CA du Bocage Bressuirais    | 55,94            | 2 261 (2022)                      | 40                 | modifier les données · modifier les données |
| Les Forges                           | 79124      | 79340             | Parthenay      | La Gâtine               | CC de Parthenay-Gâtine      | 10,61            | 103 (2022)                        | 9,7                | modifier les données · modifier les données |
| Fors                                 | 79125      | 79230             | Niort          | Frontenay-Rohan-Rohan   | CA du Niortais              | 18,82            | 1 812 (2022)                      | 96                 | modifier les données · modifier les données |
| Les Fosses                           | 79126      | 79360             | Niort          | Mignon-et-Boutonne      | CC Mellois en Poitou        | 12,04            | 426 (2022)                        | 35                 | modifier les données · modifier les données |
| La Foye-Monjault                     | 79127      | 79360             | Niort          | Mignon-et-Boutonne      | CA du Niortais              | 19,06            | 839 (2022)                        | 44                 | modifier les données · modifier les données |
| François                             | 79128      | 79260             | Niort          | Saint-Maixent-l'École   | CC Haut Val de Sèvre        | 9,39             | 976 (2022)                        | 104                | modifier les données · modifier les données |
| Fressines                            | 79129      | 79370             | Niort          | Celles-sur-Belle        | CC Mellois en Poitou        | 9,61             | 1 769 (2022)                      | 184                | modifier les données · modifier les données |
| Frontenay-Rohan-Rohan                | 79130      | 79270             | Niort          | Frontenay-Rohan-Rohan   | CA du Niortais              | 33,79            | 2 968 (2022)                      | 88                 | modifier les données · modifier les données |
| Geay                                 | 79131      | 79330             | Bressuire      | Bressuire               | CA du Bocage Bressuirais    | 19,25            | 337 (2022)                        | 18                 | modifier les données · modifier les données |
| Genneton                             | 79132      | 79150             | Bressuire      | Mauléon                 | CA du Bocage Bressuirais    | 27,75            | 306 (2022)                        | 11                 | modifier les données · modifier les données |
| Germond-Rouvre                       | 79133      | 79220             | Niort          | Autize-Égray            | CA du Niortais              | 17,88            | 1 180 (2022)                      | 66                 | modifier les données · modifier les données |
| Glénay                               | 79134      | 79330             | Bressuire      | Le Val de Thouet        | CC du Thouarsais            | 21,14            | 539 (2022)                        | 25                 | modifier les données · modifier les données |
| Gourgé                               | 79135      | 79200             | Parthenay      | La Gâtine               | CC de Parthenay-Gâtine      | 50,43            | 892 (2022)                        | 18                 | modifier les données · modifier les données |
| Granzay-Gript                        | 79137      | 79360             | Niort          | Frontenay-Rohan-Rohan   | CA du Niortais              | 21,55            | 912 (2022)                        | 42                 | modifier les données · modifier les données |
| Les Groseillers                      | 79139      | 79220             | Parthenay      | La Gâtine               | CC Val-de-Gâtine            | 4,46             | 54 (2022)                         | 12                 | modifier les données · modifier les données |
| Irais                                | 79141      | 79600             | Parthenay      | Le Val de Thouet        | CC Airvaudais-Val du Thouet | 13,50            | 209 (2022)                        | 15                 | modifier les données · modifier les données |
| Juillé                               | 79142      | 79170             | Niort          | Mignon-et-Boutonne      | CC Mellois en Poitou        | 4,87             | 99 (2022)                         | 20                 | modifier les données · modifier les données |
| Juscorps                             | 79144      | 79230             | Niort          | La Plaine Niortaise     | CA du Niortais              | 6,48             | 380 (2022)                        | 59                 | modifier les données · modifier les données |
| Lageon                               | 79145      | 79200             | Parthenay      | Parthenay               | CC de Parthenay-Gâtine      | 14,02            | 372 (2022)                        | 27                 | modifier les données · modifier les données |
| Largeasse                            | 79147      | 79240             | Bressuire      | Cerizay                 | CA du Bocage Bressuirais    | 30,35            | 750 (2022)                        | 25                 | modifier les données · modifier les données |
| Lezay                                | 79148      | 79120             | Niort          | Celles-sur-Belle        | CC Mellois en Poitou        | 45,63            | 2 013 (2022)                      | 44                 | modifier les données · modifier les données |
| Lhoumois                             | 79149      | 79390             | Parthenay      | La Gâtine               | CC de Parthenay-Gâtine      | 9,67             | 147 (2022)                        | 15                 | modifier les données · modifier les données |
| Limalonges                           | 79150      | 79190             | Niort          | Melle                   | CC Mellois en Poitou        | 24,39            | 845 (2022)                        | 35                 | modifier les données · modifier les données |
| Loretz-d'Argenton                    | 79014      | 79290             | Bressuire      | Le Val de Thouet        | CC du Thouarsais            | 52,64            | 2 590 (2022)                      | 49                 | modifier les données · modifier les données |
| Lorigné                              | 79152      | 79190             | Niort          | Melle                   | CC Mellois en Poitou        | 11,10            | 302 (2022)                        | 27                 | modifier les données · modifier les données |
| Loubigné                             | 79153      | 79110             | Niort          | Melle                   | CC Mellois en Poitou        | 11,01            | 157 (2022)                        | 14                 | modifier les données · modifier les données |
| Loubillé                             | 79154      | 79110             | Niort          | Melle                   | CC Mellois en Poitou        | 21,21            | 359 (2022)                        | 17                 | modifier les données · modifier les données |
| Louin                                | 79156      | 79600             | Parthenay      | Le Val de Thouet        | CC Airvaudais-Val du Thouet | 20,56            | 679 (2022)                        | 33                 | modifier les données · modifier les données |
| Louzy                                | 79157      | 79100             | Bressuire      | Thouars                 | CC du Thouarsais            | 18,64            | 1 292 (2022)                      | 69                 | modifier les données · modifier les données |
| Luché-sur-Brioux                     | 79158      | 79170             | Niort          | Mignon-et-Boutonne      | CC Mellois en Poitou        | 5,16             | 122 (2022)                        | 24                 | modifier les données · modifier les données |
| Luché-Thouarsais                     | 79159      | 79330             | Bressuire      | Le Val de Thouet        | CC du Thouarsais            | 13,46            | 533 (2022)                        | 40                 | modifier les données · modifier les données |
| Lusseray                             | 79160      | 79170             | Niort          | Mignon-et-Boutonne      | CC Mellois en Poitou        | 8,14             | 175 (2022)                        | 21                 | modifier les données · modifier les données |
| Luzay                                | 79161      | 79100             | Bressuire      | Le Val de Thouet        | CC du Thouarsais            | 20,98            | 621 (2022)                        | 30                 | modifier les données · modifier les données |
| Magné                                | 79162      | 79460             | Niort          | Frontenay-Rohan-Rohan   | CA du Niortais              | 14,80            | 2 708 (2022)                      | 183                | modifier les données · modifier les données |
| Mairé-Levescault                     | 79163      | 79190             | Niort          | Melle                   | CC Mellois en Poitou        | 17,38            | 562 (2022)                        | 32                 | modifier les données · modifier les données |
| Maisonnay                            | 79164      | 79500             | Niort          | Melle                   | CC Mellois en Poitou        | 5,17             | 250 (2022)                        | 48                 | modifier les données · modifier les données |
| Maisontiers                          | 79165      | 79600             | Parthenay      | Le Val de Thouet        | CC Airvaudais-Val du Thouet | 18,29            | 130 (2022)                        | 7,1                | modifier les données · modifier les données |
| Marcillé                             | 79251      | 79500             | Niort          | Melle                   | CC Mellois en Poitou        | 18,22            | 726 (2022)                        | 40                 | modifier les données · modifier les données |
| Marigny                              | 79166      | 79360             | Niort          | Mignon-et-Boutonne      | CA du Niortais              | 31,72            | 901 (2022)                        | 28                 | modifier les données · modifier les données |
| Marnes                               | 79167      | 79600             | Bressuire      | Le Val de Thouet        | CC du Thouarsais            | 17,19            | 220 (2022)                        | 13                 | modifier les données · modifier les données |
| Mauléon                              | 79079      | 79700             | Bressuire      | Mauléon                 | CA du Bocage Bressuirais    | 120,64           | 8 585 (2022)                      | 71                 | modifier les données · modifier les données |
| Mauzé-sur-le-Mignon                  | 79170      | 79210             | Niort          | Mignon-et-Boutonne      | CA du Niortais              | 23,62            | 2 917 (2022)                      | 123                | modifier les données · modifier les données |
| Mazières-en-Gâtine                   | 79172      | 79310             | Parthenay      | La Gâtine               | CC Val-de-Gâtine            | 19,06            | 1 028 (2022)                      | 54                 | modifier les données · modifier les données |
| Melle                                | 79174      | 79500             | Niort          | Melle                   | CC Mellois en Poitou        | 65,34            | 5 790 (2022)                      | 89                 | modifier les données · modifier les données |
| Melleran                             | 79175      | 79190             | Niort          | Melle                   | CC Mellois en Poitou        | 19,90            | 479 (2022)                        | 24                 | modifier les données · modifier les données |
| Ménigoute                            | 79176      | 79340             | Parthenay      | La Gâtine               | CC de Parthenay-Gâtine      | 19,22            | 856 (2022)                        | 45                 | modifier les données · modifier les données |
| Messé                                | 79177      | 79120             | Niort          | Celles-sur-Belle        | CC Mellois en Poitou        | 12,31            | 211 (2022)                        | 17                 | modifier les données · modifier les données |
| Moncoutant-sur-Sèvre                 | 79179      | 79240 79320 79380 | Bressuire      | Cerizay                 | CA du Bocage Bressuirais    | 92,78            | 5 100 (2022)                      | 55                 | modifier les données · modifier les données |
| Montravers                           | 79183      | 79140             | Bressuire      | Cerizay                 | CA du Bocage Bressuirais    | 10,12            | 368 (2022)                        | 36                 | modifier les données · modifier les données |
| La Mothe-Saint-Héray                 | 79184      | 79800             | Niort          | Celles-sur-Belle        | CC Mellois en Poitou        | 14,92            | 1 662 (2022)                      | 111                | modifier les données · modifier les données |
| Nanteuil                             | 79189      | 79400             | Niort          | Saint-Maixent-l'École   | CC Haut Val de Sèvre        | 20,62            | 1 702 (2022)                      | 83                 | modifier les données · modifier les données |
| Neuvy-Bouin                          | 79190      | 79130             | Bressuire      | Cerizay                 | CA du Bocage Bressuirais    | 25,30            | 484 (2022)                        | 19                 | modifier les données · modifier les données |
| Nueil-les-Aubiers                    | 79195      | 79250             | Bressuire      | Mauléon                 | CA du Bocage Bressuirais    | 98,83            | 5 529 (2022)                      | 56                 | modifier les données · modifier les données |
| Oroux                                | 79197      | 79390             | Parthenay      | La Gâtine               | CC de Parthenay-Gâtine      | 6,56             | 102 (2022)                        | 16                 | modifier les données · modifier les données |
| Paizay-le-Chapt                      | 79198      | 79170             | Niort          | Mignon-et-Boutonne      | CC Mellois en Poitou        | 20,34            | 255 (2022)                        | 13                 | modifier les données · modifier les données |
| Pamplie                              | 79200      | 79220             | Parthenay      | Autize-Égray            | CC Val-de-Gâtine            | 12,29            | 256 (2022)                        | 21                 | modifier les données · modifier les données |
| Pamproux                             | 79201      | 79800             | Niort          | Celles-sur-Belle        | CC Haut Val de Sèvre        | 36,30            | 1 685 (2022)                      | 46                 | modifier les données · modifier les données |
| Parthenay                            | 79202      | 79200             | Parthenay      | Parthenay               | CC de Parthenay-Gâtine      | 11,38            | 10 121 (2022)                     | 889                | modifier les données · modifier les données |
| Pas-de-Jeu                           | 79203      | 79100             | Bressuire      | Le Val de Thouet        | CC du Thouarsais            | 11,11            | 343 (2022)                        | 31                 | modifier les données · modifier les données |
| Périgné                              | 79204      | 79170             | Niort          | Mignon-et-Boutonne      | CC Mellois en Poitou        | 21,18            | 954 (2022)                        | 45                 | modifier les données · modifier les données |
| La Petite-Boissière                  | 79207      | 79700             | Bressuire      | Mauléon                 | CA du Bocage Bressuirais    | 12,92            | 625 (2022)                        | 48                 | modifier les données · modifier les données |
| La Peyratte                          | 79208      | 79200             | Parthenay      | La Gâtine               | CC de Parthenay-Gâtine      | 46,86            | 1 113 (2022)                      | 24                 | modifier les données · modifier les données |
| Pierrefitte                          | 79209      | 79330             | Bressuire      | Le Val de Thouet        | CC du Thouarsais            | 15,91            | 323 (2022)                        | 20                 | modifier les données · modifier les données |
| Le Pin                               | 79210      | 79140             | Bressuire      | Cerizay                 | CA du Bocage Bressuirais    | 19,09            | 1 069 (2022)                      | 56                 | modifier les données · modifier les données |
| Plaine-d'Argenson                    | 79078      | 79360             | Niort          | Mignon-et-Boutonne      | CA du Niortais              | 44,93            | 993 (2022)                        | 22                 | modifier les données · modifier les données |
| Plaine-et-Vallées                    | 79196      | 79100 79600       | Bressuire      | Le Val de Thouet        | CC du Thouarsais            | 92,71            | 2 334 (2022)                      | 25                 | modifier les données · modifier les données |
| Pompaire                             | 79213      | 79200             | Parthenay      | Parthenay               | CC de Parthenay-Gâtine      | 12,80            | 2 052 (2022)                      | 160                | modifier les données · modifier les données |
| Pougne-Hérisson                      | 79215      | 79130             | Parthenay      | La Gâtine               | CC de Parthenay-Gâtine      | 11,86            | 360 (2022)                        | 30                 | modifier les données · modifier les données |
| Prahecq                              | 79216      | 79230             | Niort          | La Plaine Niortaise     | CA du Niortais              | 24,95            | 2 249 (2022)                      | 90                 | modifier les données · modifier les données |
| Prailles-La Couarde                  | 79217      | 79370 79800       | Niort          | Celles-sur-Belle        | CC Mellois en Poitou        | 35,22            | 936 (2022)                        | 27                 | modifier les données · modifier les données |
| Pressigny                            | 79218      | 79390             | Parthenay      | La Gâtine               | CC de Parthenay-Gâtine      | 12,12            | 192 (2022)                        | 16                 | modifier les données · modifier les données |
| Prin-Deyrançon                       | 79220      | 79210             | Niort          | Mignon-et-Boutonne      | CA du Niortais              | 16,12            | 597 (2022)                        | 37                 | modifier les données · modifier les données |
| Puihardy                             | 79223      | 79160             | Parthenay      | Autize-Égray            | CC Val-de-Gâtine            | 1,18             | 63 (2022)                         | 53                 | modifier les données · modifier les données |
| Reffannes                            | 79225      | 79420             | Parthenay      | La Gâtine               | CC de Parthenay-Gâtine      | 8,58             | 386 (2022)                        | 45                 | modifier les données · modifier les données |
| Le Retail                            | 79226      | 79130             | Parthenay      | La Gâtine               | CC de Parthenay-Gâtine      | 14,45            | 275 (2022)                        | 19                 | modifier les données · modifier les données |
| La Rochénard                         | 79229      | 79270             | Niort          | Mignon-et-Boutonne      | CA du Niortais              | 8,55             | 526 (2022)                        | 62                 | modifier les données · modifier les données |
| Rom                                  | 79230      | 79120             | Niort          | Celles-sur-Belle        | CC Mellois en Poitou        | 52,38            | 798 (2022)                        | 15                 | modifier les données · modifier les données |
| Romans                               | 79231      | 79260             | Niort          | Saint-Maixent-l'École   | CC Haut Val de Sèvre        | 11,42            | 702 (2022)                        | 61                 | modifier les données · modifier les données |
| Saint-Amand-sur-Sèvre                | 79235      | 79700             | Bressuire      | Mauléon                 | CA du Bocage Bressuirais    | 32,36            | 1 421 (2022)                      | 44                 | modifier les données · modifier les données |
| Saint-André-sur-Sèvre                | 79236      | 79380             | Bressuire      | Cerizay                 | CA du Bocage Bressuirais    | 19,85            | 637 (2022)                        | 32                 | modifier les données · modifier les données |
| Saint-Aubin-du-Plain                 | 79238      | 79300             | Bressuire      | Mauléon                 | CA du Bocage Bressuirais    | 14,06            | 561 (2022)                        | 40                 | modifier les données · modifier les données |
| Saint-Aubin-le-Cloud                 | 79239      | 79450             | Parthenay      | La Gâtine               | CC de Parthenay-Gâtine      | 41,83            | 1 662 (2022)                      | 40                 | modifier les données · modifier les données |
| Saint-Christophe-sur-Roc             | 79241      | 79220             | Parthenay      | Autize-Égray            | CC Val-de-Gâtine            | 10,96            | 566 (2022)                        | 52                 | modifier les données · modifier les données |
| Saint-Coutant                        | 79243      | 79120             | Niort          | Celles-sur-Belle        | CC Mellois en Poitou        | 11,94            | 277 (2022)                        | 23                 | modifier les données · modifier les données |
| Saint-Cyr-la-Lande                   | 79244      | 79100             | Bressuire      | Le Val de Thouet        | CC du Thouarsais            | 8,83             | 373 (2022)                        | 42                 | modifier les données · modifier les données |
| Saint-Gelais                         | 79249      | 79410             | Niort          | La Plaine Niortaise     | CA du Niortais              | 16,40            | 2 217 (2022)                      | 135                | modifier les données · modifier les données |
| Saint-Généroux                       | 79252      | 79600             | Bressuire      | Le Val de Thouet        | CC du Thouarsais            | 20,46            | 339 (2022)                        | 17                 | modifier les données · modifier les données |
| Saint-Georges-de-Noisné              | 79253      | 79400             | Parthenay      | La Gâtine               | CC Val-de-Gâtine            | 24,64            | 685 (2022)                        | 28                 | modifier les données · modifier les données |
| Saint-Georges-de-Rex                 | 79254      | 79210             | Niort          | Mignon-et-Boutonne      | CA du Niortais              | 17,63            | 433 (2022)                        | 25                 | modifier les données · modifier les données |
| Saint-Germain-de-Longue-Chaume       | 79255      | 79200             | Parthenay      | Parthenay               | CC de Parthenay-Gâtine      | 14,63            | 387 (2022)                        | 26                 | modifier les données · modifier les données |
| Saint-Germier                        | 79256      | 79340             | Parthenay      | La Gâtine               | CC de Parthenay-Gâtine      | 11,78            | 259 (2022)                        | 22                 | modifier les données · modifier les données |
| Saint-Hilaire-la-Palud               | 79257      | 79210             | Niort          | Mignon-et-Boutonne      | CA du Niortais              | 34,12            | 1 510 (2022)                      | 44                 | modifier les données · modifier les données |
| Saint-Jacques-de-Thouars             | 79258      | 79100             | Bressuire      | Thouars                 | CC du Thouarsais            | 5,55             | 423 (2022)                        | 76                 | modifier les données · modifier les données |
| Saint-Jean-de-Thouars                | 79259      | 79100             | Bressuire      | Thouars                 | CC du Thouarsais            | 4,96             | 1 322 (2022)                      | 267                | modifier les données · modifier les données |
| Saint-Laurs                          | 79263      | 79160             | Parthenay      | Autize-Égray            | CC Val-de-Gâtine            | 8,14             | 614 (2022)                        | 75                 | modifier les données · modifier les données |
| Saint-Léger-de-Montbrun              | 79265      | 79100             | Bressuire      | Le Val de Thouet        | CC du Thouarsais            | 30,72            | 1 257 (2022)                      | 41                 | modifier les données · modifier les données |
| Saint-Lin                            | 79267      | 79420             | Parthenay      | La Gâtine               | CC Val-de-Gâtine            | 11,21            | 305 (2022)                        | 27                 | modifier les données · modifier les données |
| Saint-Loup-Lamairé                   | 79268      | 79600             | Parthenay      | Le Val de Thouet        | CC Airvaudais-Val du Thouet | 21,80            | 1 038 (2022)                      | 48                 | modifier les données · modifier les données |
| Saint-Maixent-de-Beugné              | 79269      | 79160             | Parthenay      | Autize-Égray            | CC Val-de-Gâtine            | 11,02            | 418 (2022)                        | 38                 | modifier les données · modifier les données |
| Saint-Maixent-l'École                | 79270      | 79400             | Niort          | Saint-Maixent-l'École   | CC Haut Val de Sèvre        | 5,22             | 7 433 (2022)                      | 1 424              | modifier les données · modifier les données |
| Saint-Marc-la-Lande                  | 79271      | 79310             | Parthenay      | La Gâtine               | CC Val-de-Gâtine            | 10,22            | 366 (2022)                        | 36                 | modifier les données · modifier les données |
| Saint-Martin-de-Bernegoue            | 79273      | 79230             | Niort          | La Plaine Niortaise     | CA du Niortais              | 17,75            | 814 (2022)                        | 46                 | modifier les données · modifier les données |
| Saint-Martin-de-Mâcon                | 79274      | 79100             | Bressuire      | Le Val de Thouet        | CC du Thouarsais            | 12,31            | 320 (2022)                        | 26                 | modifier les données · modifier les données |
| Saint-Martin-de-Saint-Maixent        | 79276      | 79400             | Niort          | Saint-Maixent-l'École   | CC Haut Val de Sèvre        | 12,64            | 1 066 (2022)                      | 84                 | modifier les données · modifier les données |
| Saint-Martin-de-Sanzay               | 79277      | 79290             | Bressuire      | Le Val de Thouet        | CC du Thouarsais            | 24,69            | 1 037 (2022)                      | 42                 | modifier les données · modifier les données |
| Saint-Martin-du-Fouilloux            | 79278      | 79420             | Parthenay      | La Gâtine               | CC de Parthenay-Gâtine      | 23,97            | 252 (2022)                        | 11                 | modifier les données · modifier les données |
| Saint Maurice Étusson                | 79280      | 79150             | Bressuire      | Mauléon                 | CA du Bocage Bressuirais    | 56,81            | 888 (2022)                        | 16                 | modifier les données · modifier les données |
| Saint-Maxire                         | 79281      | 79410             | Niort          | Autize-Égray            | CA du Niortais              | 14,41            | 1 316 (2022)                      | 91                 | modifier les données · modifier les données |
| Saint-Pardoux-Soutiers               | 79285      | 79310             | Parthenay      | La Gâtine               | CC Val-de-Gâtine            | 39,67            | 1 872 (2022)                      | 47                 | modifier les données · modifier les données |
| Saint-Paul-en-Gâtine                 | 79286      | 79240             | Bressuire      | Cerizay                 | CA du Bocage Bressuirais    | 15,39            | 496 (2022)                        | 32                 | modifier les données · modifier les données |
| Saint-Pierre-des-Échaubrognes        | 79289      | 79700             | Bressuire      | Mauléon                 | CA du Bocage Bressuirais    | 28,92            | 1 396 (2022)                      | 48                 | modifier les données · modifier les données |
| Saint-Pompain                        | 79290      | 79160             | Parthenay      | Autize-Égray            | CC Val-de-Gâtine            | 24,28            | 954 (2022)                        | 39                 | modifier les données · modifier les données |
| Saint-Rémy                           | 79293      | 79410             | Niort          | Autize-Égray            | CA du Niortais              | 13,64            | 1 090 (2022)                      | 80                 | modifier les données · modifier les données |
| Saint-Romans-des-Champs              | 79294      | 79230             | Niort          | La Plaine Niortaise     | CA du Niortais              | 4,10             | 167 (2022)                        | 41                 | modifier les données · modifier les données |
| Saint-Romans-lès-Melle               | 79295      | 79500             | Niort          | Melle                   | CC Mellois en Poitou        | 8,91             | 720 (2022)                        | 81                 | modifier les données · modifier les données |
| Saint-Symphorien                     | 79298      | 79270             | Niort          | Frontenay-Rohan-Rohan   | CA du Niortais              | 19,01            | 1 986 (2022)                      | 104                | modifier les données · modifier les données |
| Saint-Varent                         | 79299      | 79330             | Bressuire      | Le Val de Thouet        | CC du Thouarsais            | 34,42            | 2 396 (2022)                      | 70                 | modifier les données · modifier les données |
| Saint-Vincent-la-Châtre              | 79301      | 79500             | Niort          | Melle                   | CC Mellois en Poitou        | 21,18            | 599 (2022)                        | 28                 | modifier les données · modifier les données |
| Sainte-Eanne                         | 79246      | 79800             | Niort          | Saint-Maixent-l'École   | CC Haut Val de Sèvre        | 13,83            | 592 (2022)                        | 43                 | modifier les données · modifier les données |
| Sainte-Gemme                         | 79250      | 79330             | Bressuire      | Le Val de Thouet        | CC du Thouarsais            | 8,84             | 407 (2022)                        | 46                 | modifier les données · modifier les données |
| Sainte-Néomaye                       | 79283      | 79260             | Niort          | Saint-Maixent-l'École   | CC Haut Val de Sèvre        | 10,69            | 1 353 (2022)                      | 127                | modifier les données · modifier les données |
| Sainte-Ouenne                        | 79284      | 79220             | Parthenay      | Autize-Égray            | CC Val-de-Gâtine            | 11,58            | 772 (2022)                        | 67                 | modifier les données · modifier les données |
| Sainte-Soline                        | 79297      | 79120             | Niort          | Celles-sur-Belle        | CC Mellois en Poitou        | 25,65            | 345 (2022)                        | 13                 | modifier les données · modifier les données |
| Sainte-Verge                         | 79300      | 79100             | Bressuire      | Thouars                 | CC du Thouarsais            | 12,83            | 1 404 (2022)                      | 109                | modifier les données · modifier les données |
| Saivres                              | 79302      | 79400             | Niort          | Saint-Maixent-l'École   | CC Haut Val de Sèvre        | 21,24            | 1 322 (2022)                      | 62                 | modifier les données · modifier les données |
| Salles                               | 79303      | 79800             | Niort          | Celles-sur-Belle        | CC Haut Val de Sèvre        | 7,77             | 323 (2022)                        | 42                 | modifier les données · modifier les données |
| Sansais                              | 79304      | 79270             | Niort          | Frontenay-Rohan-Rohan   | CA du Niortais              | 14,94            | 765 (2022)                        | 51                 | modifier les données · modifier les données |
| Saurais                              | 79306      | 79200             | Parthenay      | La Gâtine               | CC de Parthenay-Gâtine      | 11,30            | 182 (2022)                        | 16                 | modifier les données · modifier les données |
| Sauzé-entre-Bois                     | 79307      | 79190             | Niort          | Melle                   | CC Mellois en Poitou        | 65,32            | 2 259 (2022)                      | 35                 | modifier les données · modifier les données |
| Sciecq                               | 79308      | 79000             | Niort          | Autize-Égray            | CA du Niortais              | 4,33             | 663 (2022)                        | 153                | modifier les données · modifier les données |
| Scillé                               | 79309      | 79240             | Parthenay      | Autize-Égray            | CC Val-de-Gâtine            | 11,43            | 359 (2022)                        | 31                 | modifier les données · modifier les données |
| Secondigné-sur-Belle                 | 79310      | 79170             | Niort          | Mignon-et-Boutonne      | CC Mellois en Poitou        | 24,39            | 487 (2022)                        | 20                 | modifier les données · modifier les données |
| Secondigny                           | 79311      | 79130             | Parthenay      | La Gâtine               | CC de Parthenay-Gâtine      | 37,34            | 1 791 (2022)                      | 48                 | modifier les données · modifier les données |
| Séligné                              | 79312      | 79170             | Niort          | Mignon-et-Boutonne      | CC Mellois en Poitou        | 9,83             | 112 (2022)                        | 11                 | modifier les données · modifier les données |
| Sepvret                              | 79313      | 79120             | Niort          | Celles-sur-Belle        | CC Mellois en Poitou        | 17,01            | 638 (2022)                        | 38                 | modifier les données · modifier les données |
| Soudan                               | 79316      | 79800             | Niort          | Celles-sur-Belle        | CC Haut Val de Sèvre        | 23,29            | 424 (2022)                        | 18                 | modifier les données · modifier les données |
| Souvigné                             | 79319      | 79800             | Niort          | Saint-Maixent-l'École   | CC Haut Val de Sèvre        | 26,41            | 858 (2022)                        | 32                 | modifier les données · modifier les données |
| Surin                                | 79320      | 79220             | Parthenay      | Autize-Égray            | CC Val-de-Gâtine            | 13,61            | 649 (2022)                        | 48                 | modifier les données · modifier les données |
| Le Tallud                            | 79322      | 79200             | Parthenay      | Parthenay               | CC de Parthenay-Gâtine      | 19,22            | 1 972 (2022)                      | 103                | modifier les données · modifier les données |
| Thénezay                             | 79326      | 79390             | Parthenay      | La Gâtine               | CC de Parthenay-Gâtine      | 48,49            | 1 398 (2022)                      | 29                 | modifier les données · modifier les données |
| Thouars                              | 79329      | 79100             | Bressuire      | Thouars                 | CC du Thouarsais            | 81,48            | 13 949 (2022)                     | 171                | modifier les données · modifier les données |
| Tourtenay                            | 79331      | 79100             | Bressuire      | Le Val de Thouet        | CC du Thouarsais            | 7,69             | 126 (2022)                        | 16                 | modifier les données · modifier les données |
| Trayes                               | 79332      | 79240             | Bressuire      | Cerizay                 | CA du Bocage Bressuirais    | 7,20             | 115 (2022)                        | 16                 | modifier les données · modifier les données |
| Val-du-Mignon                        | 79334      | 79210 79360       | Niort          | Mignon-et-Boutonne      | CA du Niortais              | 28,34            | 1 087 (2022)                      | 38                 | modifier les données · modifier les données |
| Val en Vignes                        | 79063      | 79150 79290       | Bressuire      | Le Val de Thouet        | CC du Thouarsais            | 78,30            | 2 023 (2022)                      | 26                 | modifier les données · modifier les données |
| Valdelaume                           | 79140      | 79110             | Niort          | Melle                   | CC Mellois en Poitou        | 50,57            | 814 (2022)                        | 16                 | modifier les données · modifier les données |
| Vallans                              | 79335      | 79270             | Niort          | Frontenay-Rohan-Rohan   | CA du Niortais              | 9,03             | 823 (2022)                        | 91                 | modifier les données · modifier les données |
| Vançais                              | 79336      | 79120             | Niort          | Celles-sur-Belle        | CC Mellois en Poitou        | 16,99            | 225 (2022)                        | 13                 | modifier les données · modifier les données |
| Le Vanneau-Irleau                    | 79337      | 79270             | Niort          | Frontenay-Rohan-Rohan   | CA du Niortais              | 14,17            | 861 (2022)                        | 61                 | modifier les données · modifier les données |
| Vanzay                               | 79338      | 79120             | Niort          | Celles-sur-Belle        | CC Mellois en Poitou        | 11,40            | 242 (2022)                        | 21                 | modifier les données · modifier les données |
| Vasles                               | 79339      | 79340             | Parthenay      | La Gâtine               | CC de Parthenay-Gâtine      | 89,16            | 1 666 (2022)                      | 19                 | modifier les données · modifier les données |
| Vausseroux                           | 79340      | 79420             | Parthenay      | La Gâtine               | CC de Parthenay-Gâtine      | 19,12            | 330 (2022)                        | 17                 | modifier les données · modifier les données |
| Vautebis                             | 79341      | 79420             | Parthenay      | La Gâtine               | CC de Parthenay-Gâtine      | 7,26             | 127 (2022)                        | 17                 | modifier les données · modifier les données |
| Vernoux-en-Gâtine                    | 79342      | 79240             | Parthenay      | La Gâtine               | CC de Parthenay-Gâtine      | 31,20            | 583 (2022)                        | 19                 | modifier les données · modifier les données |
| Vernoux-sur-Boutonne                 | 79343      | 79170             | Niort          | Mignon-et-Boutonne      | CC Mellois en Poitou        | 8,12             | 237 (2022)                        | 29                 | modifier les données · modifier les données |
| Verruyes                             | 79345      | 79310             | Parthenay      | La Gâtine               | CC Val-de-Gâtine            | 26,24            | 895 (2022)                        | 34                 | modifier les données · modifier les données |
| Le Vert                              | 79346      | 79170             | Niort          | Mignon-et-Boutonne      | CC Mellois en Poitou        | 11,81            | 118 (2022)                        | 10,0               | modifier les données · modifier les données |
| Viennay                              | 79347      | 79200             | Parthenay      | Parthenay               | CC de Parthenay-Gâtine      | 15,71            | 1 077 (2022)                      | 69                 | modifier les données · modifier les données |
| Villefollet                          | 79348      | 79170             | Niort          | Mignon-et-Boutonne      | CC Mellois en Poitou        | 13,04            | 203 (2022)                        | 16                 | modifier les données · modifier les données |
| Villemain                            | 79349      | 79110             | Niort          | Melle                   | CC Mellois en Poitou        | 16,68            | 151 (2022)                        | 9,1                | modifier les données · modifier les données |
| Villiers-en-Bois                     | 79350      | 79360             | Niort          | Mignon-et-Boutonne      | CC Mellois en Poitou        | 18,53            | 124 (2022)                        | 6,7                | modifier les données · modifier les données |
| Villiers-en-Plaine                   | 79351      | 79160             | Niort          | Autize-Égray            | CA du Niortais              | 27,89            | 1 800 (2022)                      | 65                 | modifier les données · modifier les données |
| Villiers-sur-Chizé                   | 79352      | 79170             | Niort          | Mignon-et-Boutonne      | CC Mellois en Poitou        | 11,37            | 156 (2022)                        | 14                 | modifier les données · modifier les données |
| Vouhé                                | 79354      | 79310             | Parthenay      | La Gâtine               | CC Val-de-Gâtine            | 13,95            | 351 (2022)                        | 25                 | modifier les données · modifier les données |
| Vouillé                              | 79355      | 79230             | Niort          | La Plaine Niortaise     | CA du Niortais              | 22,30            | 3 538 (2022)                      | 159                | modifier les données · modifier les données |
| Voulmentin                           | 79242      | 79150             | Bressuire      | Mauléon                 | CA du Bocage Bressuirais    | 31,23            | 1 131 (2022)                      | 36                 | modifier les données · modifier les données |
| Xaintray                             | 79357      | 79220             | Parthenay      | Autize-Égray            | CC Val-de-Gâtine            | 11,15            | 238 (2022)                        | 21                 | modifier les données · modifier les données |
| Deux-Sèvres                          | 79         |                   |                |                         |                             | 5 999,00         | 375 415 (2022)                    | 63                 | modifier les données                        |